# Locuirea din Peștera Casian
Locuirea din Peștera Casian este un sit arheologic aflat pe teritoriul satului Casian, comuna Grădina. În Repertoriul Arheologic Național, monumentul apare cu codul 63009.04.
Materialele arheologice sunt concentrate numai în sala de la intrarea în peșteră, singura propice locuirii, având o înălțime de 6 m și un diametru de cca. 5 m.